# Toná
Toná (plurale tonás) è il nome dato a un palo o un tipo di canzone del flamenco. Appartiene alla più ampia categoria dei cantes a palo seco, cioè, palos i quali sono suonati senza accompagnamento, ovverosia a cappella. In seguito a questa loro caratteristica, sono considerati dalla tradizione come le più arcaiche forme musicali sopravviventi del flamenco. Il primo cantante flamenco conosciuto nella storia, Tío Luis el de la Juliana, che visse a Jerez de la Frontera nella seconda metà del XVIII secolo veniva considerato eccellente in questo palo.
Altri cantes a palo seco, come martinetes e debla sono a volte classificati come tonás, mentre altre volte vengono di per sé riferiti come palos.
Le tonás andarono quasi in disuso alla fine del XIX secolo. La ragione di ciò sembra essere il fatto che esse erano considerate uno stile difficile per il grande pubblico, e quindi non furono ritenute adeguate per il palcoscenico. Benché ci fossero sempre alcuni cantanti che facevano le loro esibizioni in riunioni private con le loro forme proibitive, il palcoscenico comunque obliò qualche stile di toná.
Durante il 1950, con la rivalutazione del purismo condotta da cantanti come Antonio Mairena, le tonás tornarono in uso, e vennero di nuovo prese in considerazione come lo stile principale del flamenco insieme alla seguiriya e soleá.